# Marcelo Serafim
Marcelo Augusto da Eira Corrêa (Manaus, 9 de janeiro de 1977), mais conhecido como Marcelo Serafim, é um farmacêutico e político brasileiro filiado ao PSB (Partido Socialista Brasileiro). Atualmente, cumpre seu 3º mandato como vereador do município de Manaus.

## Carreira

### Deputado federal (2007-2011)
Nas eleições de 2006, Marcelo Serafim foi eleito deputado federal pelo estado do Amazonas. Com 100% das urnas eletrônicas apuradas, ele recebeu 92.241 votos ou 6,62% dos votos válidos.
Nas eleições de 2010, tentou a reeleição para o cargo de deputado federal, mas não obteve sucesso. Com 100% das urnas eletrônicas apuradas, Marcelo recebeu apenas 69.798 votos ou 4,56% dos votos válidos sendo não reeleito.
Em 2022, foi candidato a deputado federeal pelo Avante. Com as urnas apuradas, ele recebeu 16.544 votos, sendo não eleito e ficando em 23º lugar.

### Vereador de Manaus (2013-presente)
Foi eleito para seu primeiro mandato como vereador de Manaus em 2012, recebendo 6.764 votos (ou 0,72% dos votos válidos). Reelegeu-se vereador em 2016, recebendo 5.108 votos (ou 0,50% dos votos válidos). E em 2020, recebendo 5.806 votos (ou 0,58% dos votos válidos).

### Candidatura a Senador da República
Nas eleições de 2014, Marcelo Serafim foi candidato ao cargo de senador pelo estado do Amazonas pelo Partido Socialista Brasileiro (PSB). Mas com 100% das urnas eletrônicas apuradas, ele recebeu 91.428 votos, ficando em terceiro lugar com 5,73% dos votos válidos.

### Candidatura ao Governo do Amazonas
Na eleição suplementar de 2017, Marcelo disputou ao governo do Amazonas e ficou em 7° lugar com 18.877 votos, que representam 1,27% dos votos válidos, ficando fora do segundo turno disputado por Amazonino Mendes (PDT) e Eduardo Braga (PMDB), porém à frente de apenas um candidato. 